# Salinar
Ein Salinar (lateinisch salinus ‚zum Salz gehörend‘) ist ein vorwiegend aus „Salzgestein“ (Evaporiten) bestehender Gesteinskomplex.
Mit dem Begriff wird sowohl das gesamte Verbreitungsgebiet bezeichnet als auch der einzelne evaporitführende, insbesondere halitführende Teil (Steinsalz) der Schichtenfolge. Das unter dem Salinar lagernde, weitgehend evaporitfreie Gestein wird zusammenfassend als Subsalinar (englisch subsalt) bezeichnet. Ist das Subsalinar geologisch älter als das Salinar, entspricht es dem Präsalinar (siehe auch → Grundgebirge). Infolge von Salztektonik (speziell Salzdecken) kann das Salz jedoch auch älter sein als das Subsalinar.